# ジャメル・ヘリング
ジャメル・ウィリアム・ヘリング（Jamel William Herring、1985年10月30日 - ）は、アメリカ合衆国のプロボクサー。ニューヨーク州ロックヴィル・センター出身。元WBO世界スーパーフェザー級王者。元アメリカ海兵隊員。

## 来歴
2012年9月26日、オスカー・デ・ラ・ホーヤ率いるゴールデンボーイ・プロモーションズと有力マネージャーのアル・ヘイモンと契約。
2015年1月9日、ゴールデンボーイ・プロモーションズからプロモート権を破棄されたことで、同プロモーションを離脱しTGBプロモーションズに移籍した。
2016年7月2日、ペンシルベニア州レディングのサンタンデール・アリーナでデニス・シャフィコフと対戦し、10回36秒TKO負けを喫した。
2017年8月22日、ラスベガスのサムズ・タウン・ホテル・アンド・ガムブリング・ホールでラダリウス・ミラーと対戦し、10回0-3（92-98、2者が93-97）の判定負けを喫した。
2018年1月16日、ボブ・アラムのトップランク社と契約を結びアル・ヘイモン及びTGBプロモーションズから離脱した。
2018年9月14日、フレズノのセランド・アリーナでジョン・ヴィンセント・モラルデとUSBA全米スーパーフェザー級王座決定戦を行い、10回3-0（3者共100-90）の判定勝ちを収めた。
2019年5月25日、フロリダ州キシミーのオセロラヘリテージパークでWBO世界スーパーフェザー級王者伊藤雅雪と対戦し、12回3-0（2者が118-110、116-112）の判定勝ちを収め王座を獲得した。
2019年11月9日、フレズノのグリズリーズ・スタジアムでWBO世界スーパーフェザー級1位のラモン・ローチ・ジュニアと対戦し、12回3-0（2者が117-111、115-113）の判定勝ちを収め初防衛に成功した。この試合でヘリングは30万ドル（約3200万円）、ローチは10万ドル（約1100万円）のファイトマネーを稼いだ。
2020年7月2日、MGMグランド内ザ・バブルでの無観客試合でジョナサン・オケンドと防衛戦を行う予定だったが、へリングが新型コロナウィルスに感染し延期となった。回復して新型コロナウィルス検査で陰性となったことから7月14日に試合が再設定されるが、ヘリングが新型コロナウィルスに再感染したことが試合前日の13日に判明したため、再び延期された。
2020年9月5日、MGMグランド内ザ・バブルでWBO世界スーパーフェザー級12位ジョナサン・オケンドと対戦。5回にバッティングでヘリングが左まゆをカットして、オケンドは減点。試合は続行されるが、8回終了後のドクターチェックでヘリングが試合続行不可能と判断されると、レフェリーはさかのぼって5回のバッティングが故意だったとしてオケンドに反則負けを宣告して、ヘリングの8回失格勝ちとなったため2度目の防衛に成功した。
2021年4月3日、ドバイにてカール・フランプトンと対戦。5回に1度、6回にも1度ダウンを奪って、パンチをまとめるとフランプトンのコーナーからタオルが投入されTKO勝ち。3度目の防衛に成功した。
2021年10月23日、ジョージア州アトランタのステートファーム・アリーナにてWBO世界スーパーフェザー級団体内王座統一戦を行い暫定王者シャクール・スティーブンソンと対戦。スピードで大きく上回るスティーブンソンが一方的に戦いを支配し、10回1分30秒TKO負けを喫し、4度目の防衛に失敗した。
2022年5月21日、ジャメイン・オルティスと対戦し、10回判定負け。試合後に現役引退を発表した。
2022年11月1日、さいたまスーパーアリーナで行われた寺地拳四朗 対 京口紘人戦を全米で放送したESPN+で引退後始めてとなる解説を担当し解説者デビューとなった。
2023年、ディベラ・エンターテインメントと契約を結び、11月17日にニューヨークのエジソン・ポールルームにてニック・モリーナ相手に現役復帰戦。1回に2度のダウンを奪いTKOで復帰戦を飾った。
2024年4月3日、南オーストラリア州アデレードのチタニウム・セキュリティ・アリーナでジャクソン・ジョン・イングランドとWBOグローバルスーパーフェザー級王座決定戦で対戦し、10回1-2（97-93、94-96×2）の判定負けを喫し王座獲得に失敗した。

## 犯罪・トラブル
2025年1月9日、ヘリングはオハイオ州ウォーレン郡で妻のジェニファーに対する家庭内暴力と暴行の容疑で逮捕・告発された。同年1月8日、ジェニファーが4日前の同年1月4日の早朝に自宅で起きた事件についてオハイオ州メイソン市の警察署に通報。事件の報告書によると、警察はヘリングが午前2時頃に「ひどく酔った」状態で自宅に入り、その後夫婦間の問題について「いじめ」始めたと述べている。またジェニファーは夫に「体中を殴られ、髪を引っ張られ、部屋の向こう側に投げ飛ばされるなど、残忍に攻撃された」と告発し、「その後、ヘリングは首を絞め、呼吸困難に陥ったため殺されるのではないかと感じた」と証言。ヘリングは取り調べの際に事件で首に引っかき傷が残った写真を共有した妻について伝えたところ、写真は2023年12月にヘリング自身が逮捕された以前の事件のものだと述べた。しかし2月、証拠不十分として告訴が取り下げられた。
2025年3月19日、妻から出されていた接近禁止命令に違反したとして、ヘリングは保護命令違反を含む2つの容疑で逮捕・起訴された。

## 獲得タイトル
- USBA全米スーパーフェザー級王座
- WBO世界スーパーフェザー級王座（防衛3）